# Névralgie du trijumeau
 Mise en garde médicale
La névralgie du trijumeau, également nommée névralgie trigéminale, névralgie essentielle du trijumeau, névralgie faciale, névralgie épileptiforme (selon l’ancienne dénomination de « tic douloureux de Trousseau », correspondant à une crispation de la face sous l'effet de la douleur), est une affection connue depuis le milieu du XVIIe siècle. Elle est constituée par une atteinte du nerf trijumeau, cause fréquente de céphalées (maux de tête) aiguës paroxystiques et récidivantes. Elle entraîne des douleurs majeures, qui peuvent être très handicapantes et sources d'une détresse psychologique majeure dans les cas sévères.

## Épidémiologie
Son incidence est d'environ une vingtaine de nouveaux cas annuels pour 100 000 habitants.
Sa fréquence augmente avec l'âge et semble plus élevée chez les femmes (trois femmes pour deux hommes), en partie probablement par l'espérance de vie supérieure chez ces dernières.
Un facteur de risque pourrait être l'hypertension artérielle.
Dans le cas de névralgie post-traumatique, l'âge et le sexe n'ont aucune incidence, la fréquence suit la courbe d'augmentation des chirurgies implantaires.

## Physiopathologie
Le nerf trijumeau (appelé également Ve paire), est un nerf crânien mixte (c'est-à-dire sensori-moteur), dont les fibres sensorielles sont responsables de l'innervation du scalp (cuir chevelu) et de la plus grande partie de la face. Le nerf est divisé en trois rameaux :

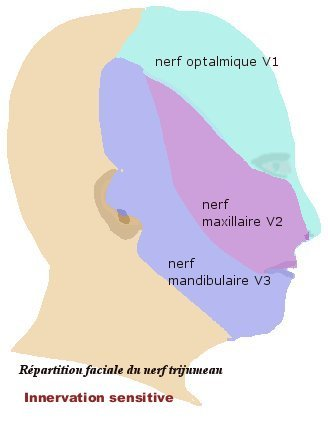
Territoires sensitifs du trijumeau

- le V1 transmettant les informations sensitives issues des téguments du front, de l'œil et de ses annexes ;
- le V2 transmettant les informations sensitives issues des téguments de la paupière inférieure, de la joue et de la lèvre supérieure ;
- et le V3 transmettant les informations sensitives issues des téguments la mandibule, le menton et lèvre inférieure (et la langue) à l'exception de l'angle inférieur de la mandibule.

La névralgie du trijumeau peut concerner un ou plusieurs rameaux.
La cause du caractère paroxystique de la douleur n'est pas claire. La démyélinisation de la racine du nerf joue probablement un rôle dans l'hypersensibilité de ce dernier.
La névralgie du trijumeau est la moins rare (quatre cas sur cinq) des névralgies du nerf trijumeau.
Elle est dite essentielle ou typique quand elle est sans cause connue. Cependant l'imagerie médicale (IRM en particulier), ont pu révéler des anomalies anatomiques reliées à l’apparition des symptômes : une artère cérébelleuse comme l'artère cérébelleuse supérieure, ou plus rarement une veine, peuvent ainsi comprimer le nerf trijumeau lorsqu'elle le croise juste après sa sortie du tronc cérébral, et ce, dans près de 80 % des cas. Ces anomalies peuvent cependant exister dans près de 10 % de la population, ne présentant donc aucun signe de névralgie. Un conflit vasculo-nerveux dans l'angle pontocérébelleux est souvent invoqué par les partisans d'une chirurgie fonctionnelle.
Il existe quelques rares formes familiales faisant suspecter une participation génétique.

## Causes
La plupart des névralgies du trijumeau sont dites « essentielles », cependant toute lésion du nerf sur son trajet peut conduire à une névralgie (moins de 20 % des névralgies trigéminales) :
- les traumatismes tels que accidents, chirurgies ou interventions dentaires[4] ;
- les tumeurs irritant le nerf tel que le neurinome de l'acoustique[7] ;
- les tumeurs du tronc cérébral[7] ;
- les méningiomes[7] ;
- certains phénomènes vasculaires (ex. : syndrome de Wallenberg) ;
- les anévrismes des vaisseaux satellites du nerf[7] ;
- le zona du ganglion de Gasser ;
- la syringobulbie ;
- la section ou la compression du nerf par une fracture de la base du crâne ou du massif facial.

La sclérose en plaques peut se manifester, rarement, par une névralgie du trijumeau.

## Signes cliniques
On distingue cliniquement deux types de névralgie : la névralgie essentielle (ou idiopathique) et la névralgie secondaire (ou symptomatique).
La différence entre les deux est l'étiologie : la cause dans la névralgie essentielle est absente, donnant un examen clinique normal.

### «Névralgie essentielle»
Les douleurs sont unilatérales et ne sont ressenties que sur une partie du visage correspondant à l'un des territoires sensitifs du trijumeau.
Elles sont fulgurantes, très intenses, à type de brûlures, broiement, éclatement ou de décharges électriques, ressenties typiquement durant quelques secondes à quelques minutes. Elles surviennent par salves lors d'une période douloureuse (qui peut durer plusieurs heures). Les périodes douloureuses sont entrecoupées de périodes d'accalmies, sans aucun signe, qui peuvent durer des années. Une congestion de l'œil et de la muqueuse nasale peuvent apparaître durant les crises, « mais cet élément manque le plus souvent ».
Dans les cas sévères, les crises sont quotidiennes, voir pluriquotidiennes, parfois déclenchées par la mastication, la parole ou le simple effleurement d'une zone cutanée dites « zone-gâchette » (trigger zone), dont la localisation dépend de l'individu (peau, dent, gencive, mâchoire…). Sur cette zone, « le contact léger est toujours plus efficace qu'une pression forte pour déclencher la douleur ».
Quand la névralgie touche le territoire d'une seule branche du nerf trijumeau, c'est le territoire du nerf maxillaire (V2) qui est le plus fréquemment atteint (40 % des cas) et surtout celui du nerf sous-orbitaire (aile du nez, gencive supérieure, lèvre supérieure). Sinon, c'est le nerf mandibulaire (V3) qui est touché dans 20 % des cas, avec une douleur localisée à la houppe du menton, à la gencive inférieure et à la lèvre inférieure. La zone innervée par le nerf ophtalmique (V1) est moins souvent touchée (10 % des cas), avec alors une douleur ciblant la zone de la paupière supérieure et de la racine du nez.
L'examen neurologique est normal : la sensibilité et la motricité de la face sont normales, le réflexe cornéen est présent. Le patient peut être prostré durant les crises, et tend souvent à s'isoler (car parfois rire, parler, manger, effleurer la zone gâchette suffit à déclencher une crise). « Le déclenchement de la douleur est suivi d'une période réfractaire d'une à deux minutes que les malades mettent à profit pour réaliser les gestes habituellement déclenchants. Le déclenchement réflexe de la douleur peut cependant manquer ».

### «Névralgie symptomatique» ou «atypique» du trijumeau
Les douleurs sont moins paroxystiques ou non paroxystiques, et toujours avec un fond douloureux.

Comme dans la névralgie « essentielle », ces douleurs intéressent un ou deux territoires de distribution cutanée du nerf trijumeau, mais sans zone-gâchette. 
L'examen physique est anormal entre les crises, objectivant une paralysie des muscles masticateurs, l'absence de réflexe cornéen ou une hypoesthésie (diminution de la sensibilité) du territoire douloureux.
On en distingue plusieurs formes :
1. Formes avec troubles vasomoteurs : une névralgie faciale d'abord cliniquement typique peut évoluer avec des phénomènes vasomoteurs de type larmoiement, rougeur locale des téguments, rhinorrhée (sur le territoire du nerf ophtalmique)[1] ;
2. Formes avec fond douloureux (douleur chronique) entre les accès (dérivant d'une forme plus typique, avec le temps)[1] ;
3. Formes bilatérales exceptionnelles, avec accès asynchrones à droite et à gauche, après une phase initiale typique unilatérale[1] ;
4. Formes avec anesthésie : chez un patient ayant antérieurement connu une forme typique de la maladie, elles ne surviennent qu'après traitement chirurgical d'une névralgie faciale essentielle ; il s'agit alors d'une récidive du phénomène douloureux, mais ces formes s'expriment de manière atténuée dans un territoire théoriquement anesthésié ou devenu hypoesthésique à la suite de l'intervention[1].

## Évolution
La maladie évolue lentement vers l'aggravation avec un allongement de la durée des crises et une période inter-crises qui se raccourcit. Elle peut aussi se manifester par l'atteinte d'autres rameaux du V. La bilatéralisation est rare, mais possible.

## Diagnostic

### Diagnostic clinique
Le diagnostic est réputé certain quand les symptômes suivant sont associés :
- la douleur est :
  - paroxystique (en éclair),
  - unilatérale,
  - limitée au territoire du nerf V,
  - forte, avec des accès à débuts et fins brusques ;
- indolence (= absence de douleur) entre les accès ;
- « zone gâchette » présente ; (territoire cutané, plus rarement muqueux,qui, lorsqu'il est excité déclenche une crise[10]) ;
- examen neurologique normal ;
- symptômes apparus après 60 ans.

### Examens complémentaires
Le scanner crânien, ou mieux, l'IRM, permettent d'éliminer une cause tumorale. Seul ce dernier examen permet de visualiser la compression du trijumeau par une boucle artérielle.

### Diagnostic différentiel
La névralgie trigéminale est rare, en l'absence de la totalité des symptômes décrits ci-dessus.
Le diagnostic différentiel permet d'éliminer les autres causes, surtout si la présentation en est atypique :
- douleurs dentaires (dont secondaires à une sinusite) ;
- migraine ;
- algie vasculaire de la face ;
- syndrome algodysfonctionnel de l'appareil manducateur ;
- syndrome cérébelleux ;
- syndrome pyramidal ;
- anesthésie thermoalgique suspendue dans le territoire cervical[1].

## Traitement

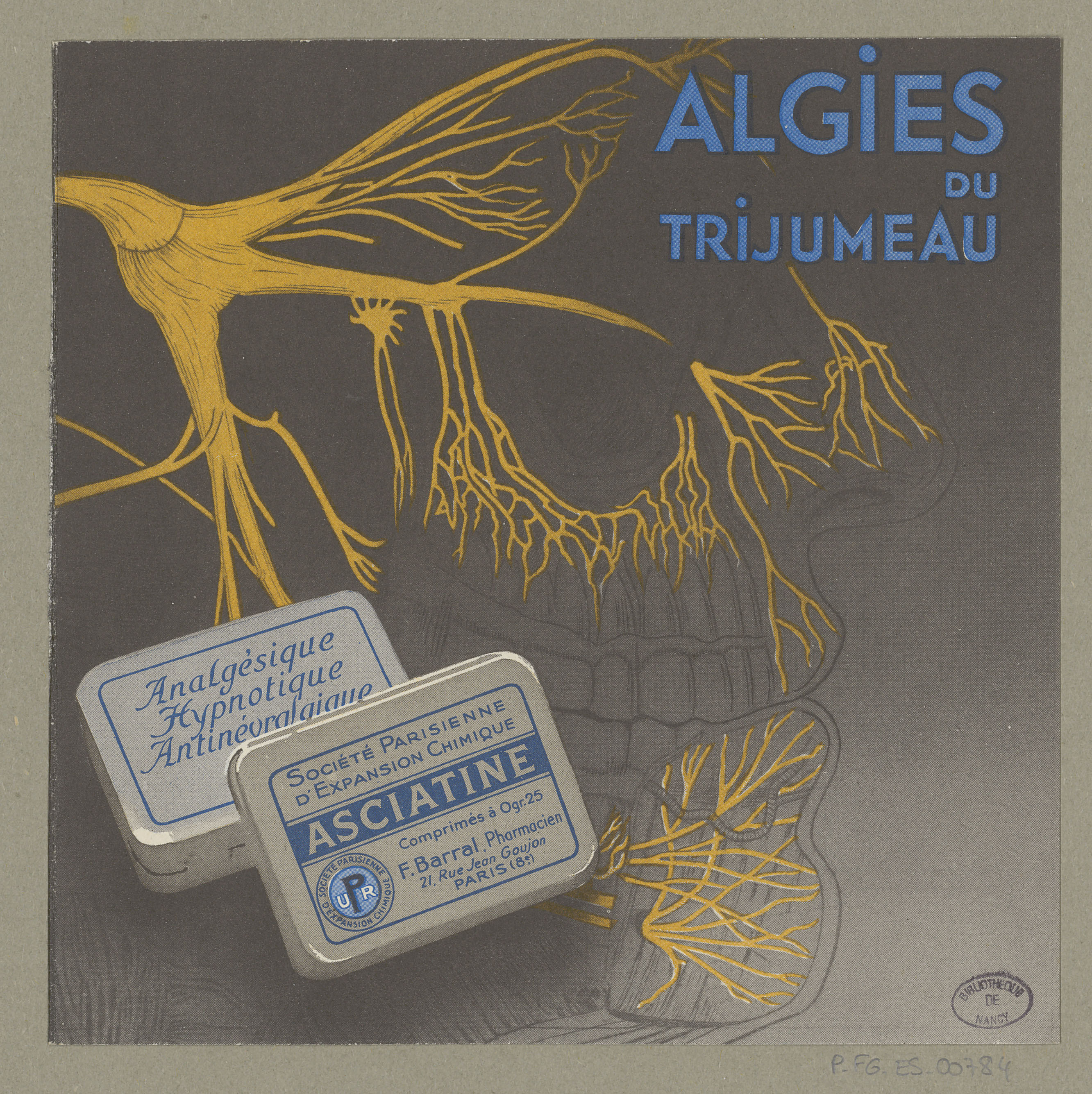
Publicité pour un traitement de l'algie du trijumeau, début du XXe siècle. Bibliothèque municipale de Nancy

La prise en charge des névralgie trigéminales a fait l'objet de la publication de plusieurs recommandations par des sociétés savantes. Celles de l'« American Academy of Neurology » et de l'« European Federation of Neurological Societies » datent de 2008.
Le traitement des névralgies atypiques est celui de la cause, quand elle est curable.

La névralgie essentielle est de traitement difficile. Elle nécessite des moyens parfois lourds pour arriver à soulager les douleurs.

### Traitement de la crise
Les opiacés sont généralement inefficaces. L'injection d'un anesthésique local peut écourter la crise. Dans certaines formes de névralgies (atteinte prédominante du nerf maxillaire), l'instillation de lidocaïne en spray intranasal, permet de faire cesser la crise.

### Traitement médical de fond
Le traitement médical fait appel à des analgésiques (médicaments anti-douleurs) atypiques, en particulier :
- la carbamazépine (médicament antiépileptique) a une bonne efficacité sur la fréquence et la sévérité des crises dans la plupart des cas[14], en faisant un bon « test diagnostique ». Il est prescrit en dosage progressif jusqu'à 10  à   15 mg par kilogramme et par jour au maximum.

Les effets secondaires sont réputés rares, mais beaucoup de malades en ont malgré tout (somnolence, difficulté à parler, troubles de mémoire, etc.), ce qui en fait le traitement le plus efficace mais le plus aliénant. Une intolérance immédiate est possible (allergie cutanée et poussée fébrile chez 5 % des patients environ, devant faire interrompre le traitement). Une leucopénie est également possible, imposant une surveillance de l'hémogramme en cas d'administration prolongée). En cas de dosages élevés, des dosages sanguins sont utiles. 
Le Tégrétol est efficace à court terme pour 70 % des malades, 25 % y sont résistants et 5 % ne le tolèrent pas.
D'autres médicaments peuvent être essayés avec des succès variables :
- oxcarbazépine[6], dérivée de la carbamazépine ;
- gabapentine[6] ;
- phénytoïne[6] ;
- clonazepam[6]… ;
- le baclofène (Liorésal), pouvant être proposé si l'effet du Tégrétol s'épuise[1] ;
- le Dihydan ou le Rivotril présentent une certaine efficacité, mais sont moins utilisés[1].

Des neuroleptiques (Nozinan) et des anxiolytiques peuvent diminuer l'anxiété.
Des antidépresseurs tricycliques ont aussi un effet antalgique.

### Traitement chirurgical
En cas d'échec du traitement médicamenteux, plusieurs traitements chirurgicaux peuvent être proposés :
- l'électrocoagulation (thermocoagulation en fait) sélective du ganglion de Gasser traite les douleurs de façon radicale, avec des récidives dans 7 à 15 % des cas, mais l'opération peut être renouvelée. L'opération n'altère pas la sensibilité de la face et préserve le réflexe cornéen. Elle est basée sur la possibilité d'atteindre la région rétrogasserienne par le « trou ovale » pour traiter au niveau et en arrière du ganglion de Gasser les fibres amyéliniques qui véhiculent la sensibilité à la douleur et qui sont regroupées dans le secteur inférieur du tronc du nerf. Ces fibres sont plus vulnérables à la chaleur que les fibres myéliniques car non protégées, ce qui rend possible leur destruction sélective par chauffage. L'opération soulage le patient immédiatement dans 85 à 100 % des cas. Elle se fait sous anesthésie locale mais reste délicate et laisse de possibles séquelles (paresthésie). Des complications sont possibles, dont l'hypoesthésie de la cornée dans 10 à 20 % des cas, des dysesthésies faciales dans 15 % des cas ou une kératite dans 4 % des cas ;
- en cas de nouvel échec, une intervention neurochirurgicale, à crâne ouvert, à visée de décompression du nerf peut être envisagée sur l'angle ponto-cérébelleux pour lever un conflit vasculo-nerveux, mais c'est une opération délicate à réserver aux cas bien confirmés par l'imagerie (angiographie vertébrale, IRM, angio-IRM) et à des patients en bon état général, informés des risques (1 % de décès, 1 % de surdité, 1 % d'acouphènes, 5 % de complications générales (pneumopathie, maladie thromboembolique), 1,5 % de méningites) ;
- la radiochirurgie stéréotaxique : ces traitements de neurochirurgie fonctionnelle sont indiqués dans la névralgie essentielle du trijumeau, mais ne se conçoivent pas en cas de neuropathie trigéminale secondaire à une lésion du nerf trijumeau : post-thermolésion, post-traumatique, postopératoire, post-zostérienne, post-AVC, etc. qui sont plutôt des indications de techniques de neuromodulation[16].

La neurotomie rétrogasserienne ou la section du faisceau quinto-thalamique ont été pratiquées, mais ont été abandonnées car présentant trop de séquelles.

### Traitement par ostéopathie
Dans certains cas, la névralgie peut être prise en charge par un chiropraticien ou par un ostéopathe.

### Traitements alternatifs
Aux Etats-Unis, quelques études limitées tendent à montrer une efficacité limitée du cannabidiol ou CBD, un composé non psychotrope issu du chanvre. Ces résultats restent à conforter par des études de plus grande ampleur.